# Edmund Glaise-Horstenau
Edmund Glaise-Horstenau, född 27 februari 1882 i Braunau am Inn, död 20 juli 1946 i Nürnberg, var en österrikisk nazistisk politiker och militärhistoriker. Han var Österrikes vice förbundskansler under tre dagar före Anschluss, Österrikes anslutning till Tyskland år 1938. Under andra världskriget var Glaise-Horstenau befullmäktigad Wehrmacht-general i Kroatien.
Som befullmäktigad general i Kroatien blev han chockerad över Ustašas övergrepp, vilka han motsatte sig och fördömde. År 1944 deltog han i Lorković-Vokić-komplotten, vilken innebar att störta Ustaša och deras ledare Ante Pavelić och ersätta dem med en pro-allierad regering. Detta ledde till att Glaise-Horstenau blev persona non grata i såväl Kroatien som Tyskland och avsattes i slutet av september 1944.
Glaise-Horstenau greps av amerikanska soldater den 5 maj 1945. Då han fruktade att bli utlämnad till Jugoslavien begick han självmord i ett krigsfångeläger i Langwasser i Nürnberg.